# ناحیه تهته
ناحیه تهته (به انگلیسی: Thatta District) یکی از ناحیه‌های پاکستان در پاکستان است که در ایالت سند واقع شده‌است. ناحیه تهته ۹۷۹٬۸۱۷ نفر جمعیت دارد.